# Дельберан
Дельбера́н, или Дильбера́н, или Дильбара́н (перс. دلبران‎) — небольшой город на западе Ирана, в провинции  Курдистан. Входит в состав шахрестана  Корве. По данным переписи, на 2006 год население составляло 6 104 человека.

## География
Город находится в юго-восточной части Курдистана, в горной местности, на высоте 1941 метра над уровнем моря.
Дельберан расположен на расстоянии приблизительно 90 километров к востоку от Сенендеджа, административного центра провинции и на расстоянии 300 километров к западу-юго-западу (WSW) от Тегерана, столицы страны.